# Xã Centreville, Quận St. Clair, Illinois
Xã Centreville (tiếng Anh: Centreville Township) là một xã thuộc quận St. Clair, tiểu bang Illinois, Hoa Kỳ. Năm 2010, dân số của xã này là 25.386 người.